# Кхейр, Саид Ахмад
Саид Ахмад Кхейр (англ. Sayed Ahmad Keir; 1905, Англо-Египетский Судан — 1994) — суданский государственный деятель, министр иностранных дел Судана (1958—1964).

## Биография
- 1958—1964 гг. — министр иностранных дел,
- 1962—1964 гг. — одновременно министр минеральных ресурсов Судана.